# Xoylu
Xoylu (ryska: Хойлу) är en ort i Azerbajdzjan.   Den ligger i distriktet Goranboj, i den centrala delen av landet, 280 km väster om huvudstaden Baku. Xoylu ligger 373 meter över havet och antalet invånare är 1 930.
Terrängen runt Xoylu är platt norrut, men söderut är den kuperad. Runt Xoylu är det ganska tätbefolkat, med 65 invånare per kvadratkilometer.. Närmaste större samhälle är Ganja, 15,4 km väster om Xoylu.
Trakten runt Xoylu består i huvudsak av gräsmarker.